# Tremblecourt
Pour le seigneur de Tremblecourt, voir Louis de Beauvau.
Tremblecourt est une commune française située dans le département de Meurthe-et-Moselle en région Grand Est.

## Géographie

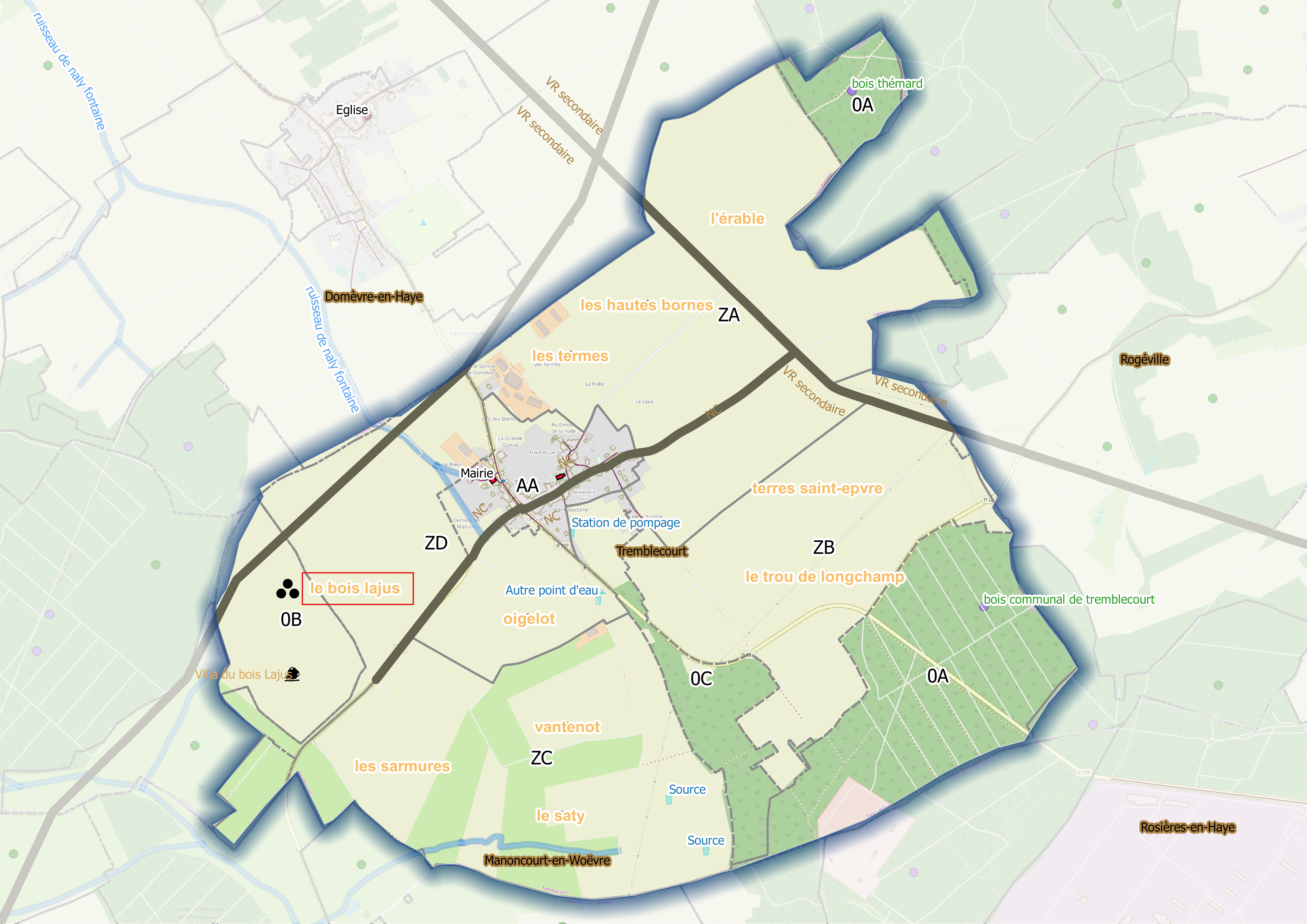

D’après les données Corine land Cover, le ban communal de 604 hectares comprend en 2011, plus de 77 % de terres arables et de prairies, 19 % de forêt et seulement près de 5 % de zones urbanisées.
Le territoire est arrosé par le ruisseau de Naly-fontaine et comporte plusieurs sources, ce ruisseau n'est pas recensé par le SANDRE. L'altitude moyenne de Tremblecourt est de 280 mètres environ.

### communes limitrophes
| Domèvre-en-Haye      | Domèvre-en-Haye      | Rogéville        |
| Domèvre-en-Haye      | Tremblecourt         | Rogéville        |
| Manoncourt-en-Woëvre | Manoncourt-en-Woëvre | Rosières-en-Haye |

### Hydrographie
La commune est dans le bassin versant du Rhin au sein du bassin Rhin-Meuse. Elle n'est drainée par aucun cours d'eau,.

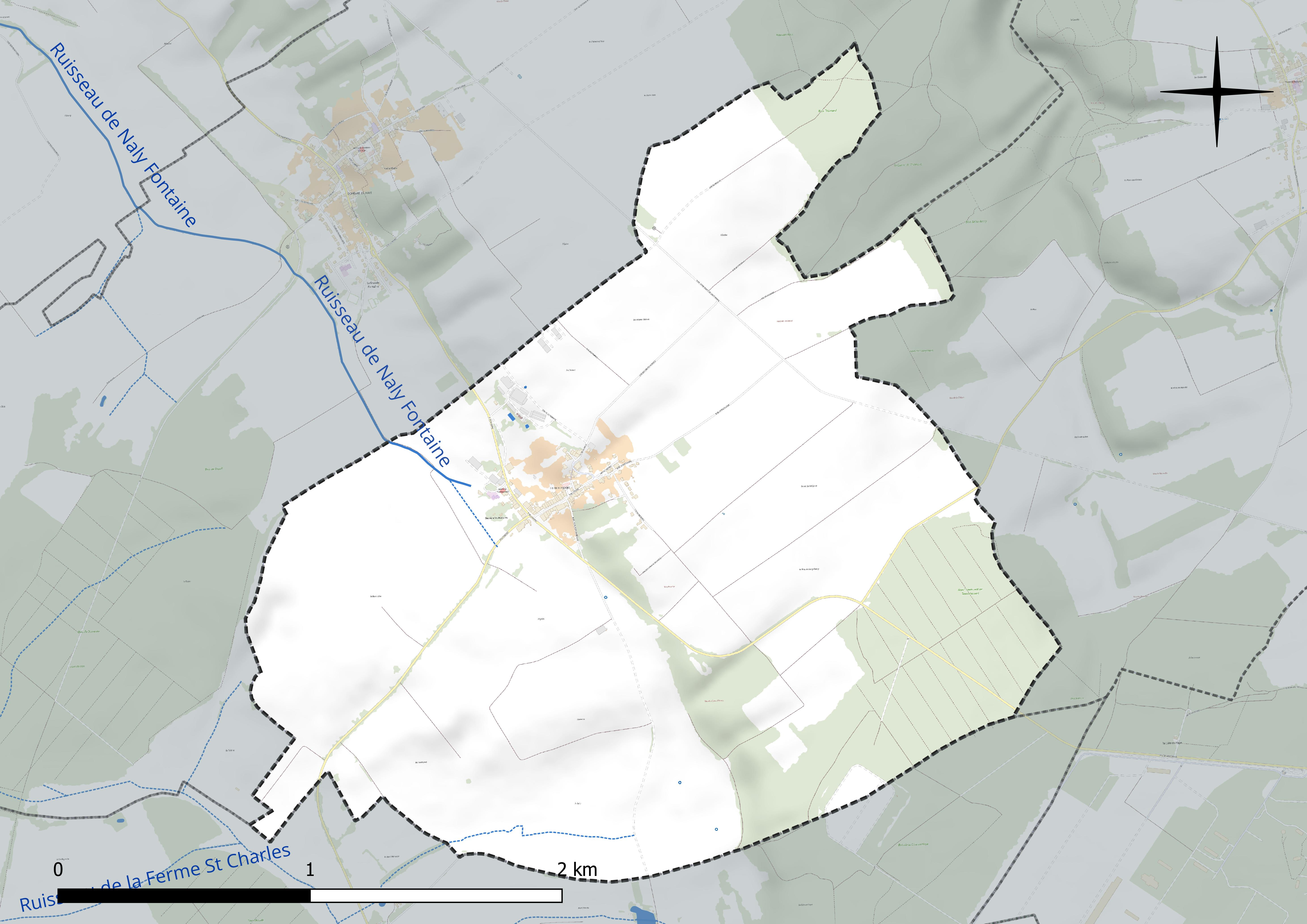
Réseau hydrographique de Tremblecourt.

### Climat
Pour des articles plus généraux, voir Climat du Grand Est et Climat de Meurthe-et-Moselle.
En 2010, le climat de la commune est de type climat des marges montargnardes, selon une étude du Centre national de la recherche scientifique s'appuyant sur une série de données couvrant la période 1971-2000. En 2020, Météo-France publie une typologie des climats de la France métropolitaine dans laquelle la commune est dans une zone de transition entre le climat océanique altéré et le climat océanique altéré et est dans la région climatique  Lorraine, plateau de Langres, Morvan, caractérisée par un hiver rude (1,5 °C), des vents modérés et des brouillards fréquents en automne et hiver. 
Pour la période 1971-2000, la température annuelle moyenne est de 9,5 °C, avec une amplitude thermique annuelle de 16,6 °C. Le cumul annuel moyen de précipitations est de 838 mm, avec 12,2 jours de précipitations en janvier et 9,3 jours en juillet. Pour la période 1991-2020, la température moyenne annuelle observée sur la station météorologique de Météo-France la plus proche, « Nonsard », sur la commune de Nonsard-Lamarche à 19 km à vol d'oiseau, est de 10,7 °C et le cumul annuel moyen de précipitations est de 690,8 mm. 
La température maximale relevée sur cette station est de 40,1 °C, atteinte le 25 juillet 2019 ; la température minimale est de −17 °C, atteinte le 1er mars 2005,,. 
Les paramètres climatiques de la commune ont été estimés pour le milieu du siècle (2041-2070) selon différents scénarios d'émission de gaz à effet de serre à partir des nouvelles projections climatiques de référence DRIAS-2020. Ils sont consultables sur un site dédié publié par Météo-France en novembre 2022.

## Urbanisme

### Typologie
Au 1er janvier 2024, Tremblecourt est catégorisée commune rurale à habitat dispersé, selon la nouvelle grille communale de densité à sept niveaux définie par l'Insee en 2022.
Elle est située hors unité urbaine. Par ailleurs la commune fait partie de l'aire d'attraction de Nancy, dont elle est une commune de la couronne,. Cette aire, qui regroupe 353 communes, est catégorisée dans les aires de 200 000 à moins de 700 000 habitants,.

### Occupation des sols
L'occupation des sols de la commune, telle qu'elle ressort de la base de données européenne d’occupation biophysique des sols Corine Land Cover (CLC), est marquée par l'importance des territoires agricoles (76,2 % en 2018), une proportion identique à celle de 1990 (76,2 %). La répartition détaillée en 2018 est la suivante : terres arables (66,6 %), forêts (18,8 %), prairies (9,6 %), zones urbanisées (5 %). L'évolution de l’occupation des sols de la commune et de ses infrastructures peut être observée sur les différentes représentations cartographiques du territoire : la carte de Cassini (XVIIIe siècle), la carte d'état-major (1820-1866) et les cartes ou photos aériennes de l'IGN pour la période actuelle (1950 à aujourd'hui).

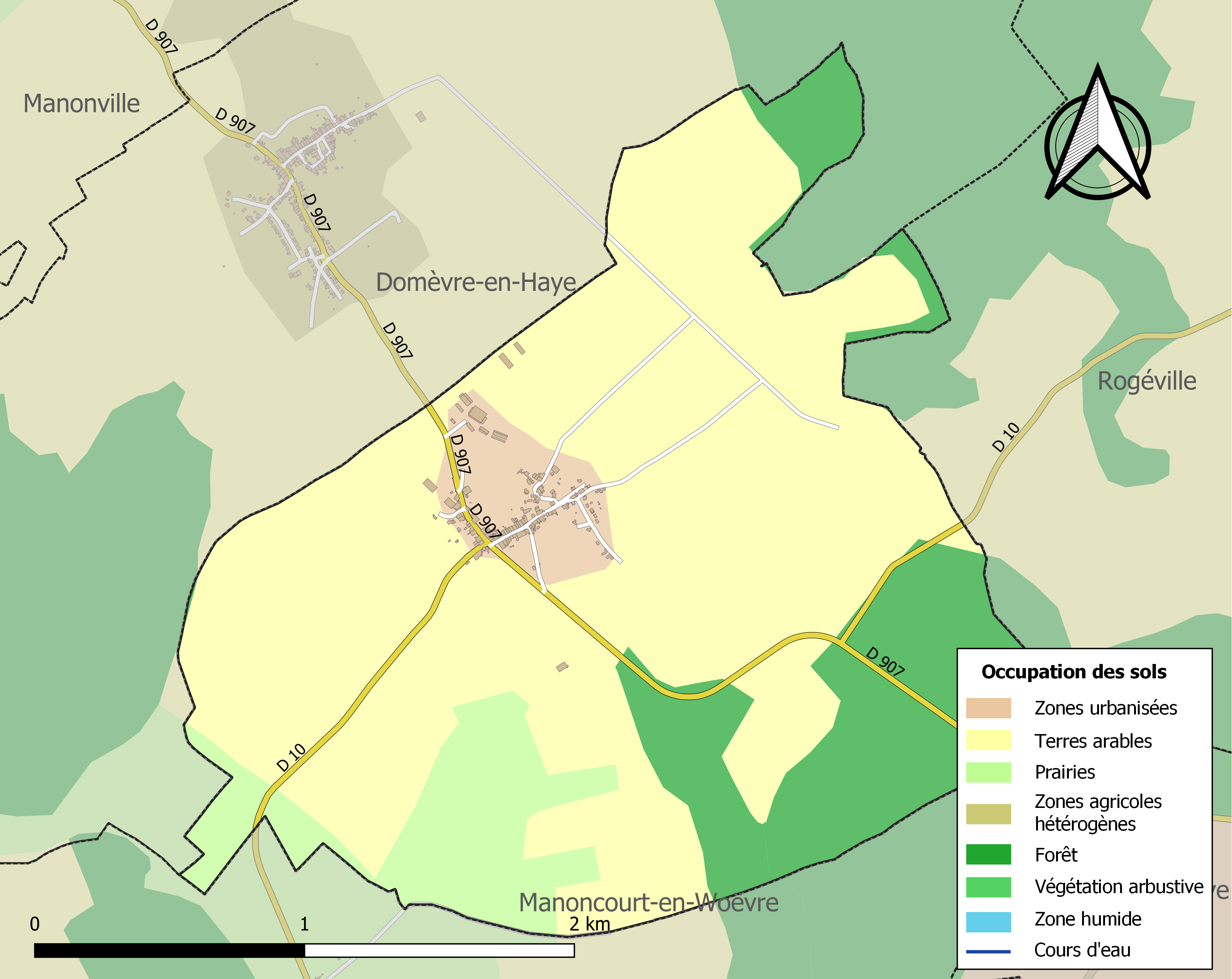
Carte des infrastructures et de l'occupation des sols de la commune en 2018 (CLC).

## Toponymie
Tremblecurt (1127-1168), Tremblecort (1245), Tramblecourt (1249), Tranblecourt (1273) et Tramblecort (1275), sont les graphies recensées par le Dictionnaire topographique du département de la Meurthe.
Le toponyme n'apparaît pas avant 1127-1168, sous la forme « Tremblecurt » : l'on reconstitue la forme latine Tremuli curte, où le premier élément peut être un anthroponyme latin ou le nom de l'arbre. Le substantif curtis désignait au Haut Moyen Âge un centre d’exploitation rurale : ce type de toponyme est caractéristique du Haut Moyen Âge et dénote un terroir confié par le roi à un grand en vue d’une opération de défrichement.
L'abbé Grosse, érudit du XIXe siècle, voit dans la racine Tremul un sobriquet appliqué au village du fait de la réputation effrayante de ses seigneurs en s'appuyant sur l'étymologie latine qui a effectivement donné le verbe trembler (voir l'article Anecdote).

## Histoire

### Antiquité
Au lieu-dit Bois Lajus (fig. 1) une monnaie gauloise a été découverte à une époque indéterminée et un établissement gallo-romain a été mis en évidence lors de prospections aériennes, au  XXe siècled'autres sites d'époque gallo-romaine datés du IIIe siècle av. J.-C. ont été signalés  sur la commune.

### Moyen Âge
H. Lepage rapporte, à la fin du XIXe siècle qu'un château-fort, dont les ruines se laissaient encore apercevoir vers 1500, se situait proche de l’église actuelle :
« On peut remarquer, par la trace des fossés qui en dessinent l'enceinte ; que c'était un petit donjon s'élevant sur un plan à peu près carré,d'environ 20 mètres de côté, flanqué de tours aux angles, dont on a retrouvé les soubassements il y a près de vingt-cinq ans. À la même époque, on a découvert encore, sur cet emplacement, une citerne, une auge, des couperets... »
Il ajoute que des sépultures furent découvertes au pied du château vers 1870.
Jules Beaupré mentionne dans son répertoire l’existence d'une chemin reliant la voie romaine Langres-Metz passant à Rosières-en-Hayes. Ces éléments permettent de supposer que le village s'est formé à proximité d'un établissement gallo-romain le long d'une voie secondaire reliant la voie romaine Toul-Metz à la commune de Pannes. (Fig. 1 - ban communal)

### Epoque moderne
Le village a été ravagé par la peste, incendié par les Suédois et détruit en grande partie pendant la guerre de Trente Ans.

### Anecdotes
- L'abbé Grosse relate dans son ouvrage le souvenir laissé par les seigneurs de Tremblecourt en ces termes :

«On prétend que la terreur, inspirée par les seigneurs de ce village, lui a mérité primitivement le nom de Tremblecourt, Tremendi- Curia ou Tremuli- Curia : un de ses farouches barons, qui s'élançait comme un vautour sur les manants de la plaine, porta ses armes jusqu'à Condé-sur-Moselle (Custines), et périt dans la rivière aux acclamations de ses vassaux ; le repaire que ces maîtres féroces habitaient fut renversé dans le 15e siècle.»
- Comme le rapporte l'exemplaire du Pays lorrain de 1914, c'est à Griscourt que le brigadier chargé du ravitaillement des troupes s'aperçût de la disparition d'un petit cochon acquis à Tremblecourt, le ton et l'orthographe de son rapport firent sourire de nombreux mobilisés de Toul lors de la grande guerre :

«Étant de passage à Tremblecourt ayant là mission d'acheter un petit cochon pour le 39e d'artillerie camper à Jezainville… »

## Politique et administration
| Période                                  | Période  | Identité              | Étiquette | Qualité |
| ---------------------------------------- | -------- | --------------------- | --------- | ------- |
| Les données manquantes sont à compléter. |          |                       |           |         |
| mars 1995                                | 2014     | Marie-José Fournier   |           |         |
| 2014                                     | mai 2020 | Marie-Jeanne Chrétien |           |         |
| mai 2020                                 | En cours | Régis Favret          |           |         |

## Population et société

### Démographie
L'évolution du nombre d'habitants est connue à travers les recensements de la population effectués dans la commune depuis 1793. Pour les communes de moins de 10 000 habitants, une enquête de recensement portant sur toute la population est réalisée tous les cinq ans, les populations de référence des années intermédiaires étant quant à elles estimées par interpolation ou extrapolation. Pour la commune, le premier recensement exhaustif entrant dans le cadre du nouveau dispositif a été réalisé en 2007.

En 2022, la commune comptait 158 habitants, en évolution de −12,22 % par rapport à 2016 (Meurthe-et-Moselle : −0,13 %, France hors Mayotte : +2,11 %).
| 1793 | 1800 | 1806 | 1821 | 1831 | 1836 | 1841 | 1846 | 1851 |
| ---- | ---- | ---- | ---- | ---- | ---- | ---- | ---- | ---- |
| 231  | 259  | 263  | 292  | 316  | 312  | 295  | 320  | 314  |

| 1856 | 1861 | 1872 | 1876 | 1881 | 1886 | 1891 | 1896 | 1901 |
| ---- | ---- | ---- | ---- | ---- | ---- | ---- | ---- | ---- |
| 302  | 305  | 293  | 283  | 276  | 287  | 277  | 266  | 282  |

| 1906 | 1911 | 1921 | 1926 | 1931 | 1936 | 1946 | 1954 | 1962 |
| ---- | ---- | ---- | ---- | ---- | ---- | ---- | ---- | ---- |
| 292  | 254  | 218  | 215  | 200  | 196  | 202  | 189  | 189  |

| 1968 | 1975 | 1982 | 1990 | 1999 | 2006 | 2007 | 2012 | 2017 |
| ---- | ---- | ---- | ---- | ---- | ---- | ---- | ---- | ---- |
| 172  | 175  | 199  | 167  | 152  | 185  | 190  | 197  | 171  |

| 2022 | - | - | - | - | - | - | - | - |
| ---- | - | - | - | - | - | - | - | - |
| 158  | - | - | - | - | - | - | - | - |

## Économie
E Grosse indique dans son dictionnaire pour le XIXe siècle :
«Territ. : 596 hect., dont 259 en labours, 68 en bois, 81 en prés et 63 en vignes,dont les produits sont durs, froids et peu généreux : on en fait cependant une assez grande exportation.»
indiquant ainsi le caractère essentiellement agricole de l’économie à cette époque..(cf. carte historique du vignoble lorrain)

### Secteur primaire ouAgriculture
Le secteur primaire comprend, outre les exploitations agricoles et les élevages, les établissements liés à l’exploitation de la forêt et les pêcheurs.
D'après le recensement agricole 2010 du Ministère de l'agriculture (Agreste), la commune de Tremblecourt était majoritairement orientée sur la polyculture et le poly - élevage (auparavant production de céréales et d'oléagineux ) sur une surface agricole utilisée d'environ 865 hectares (surface cultivable communale) en hausse depuis 1988 - Le cheptel en unité de gros bétail s'est renforcé de 558 à 595 entre 1988 et 2010. Il n'y avait plus que 4 exploitations agricoles ayant leur siège dans la commune employant 7 unités de travail.

## Culture locale et patrimoine

### Lieux et monuments

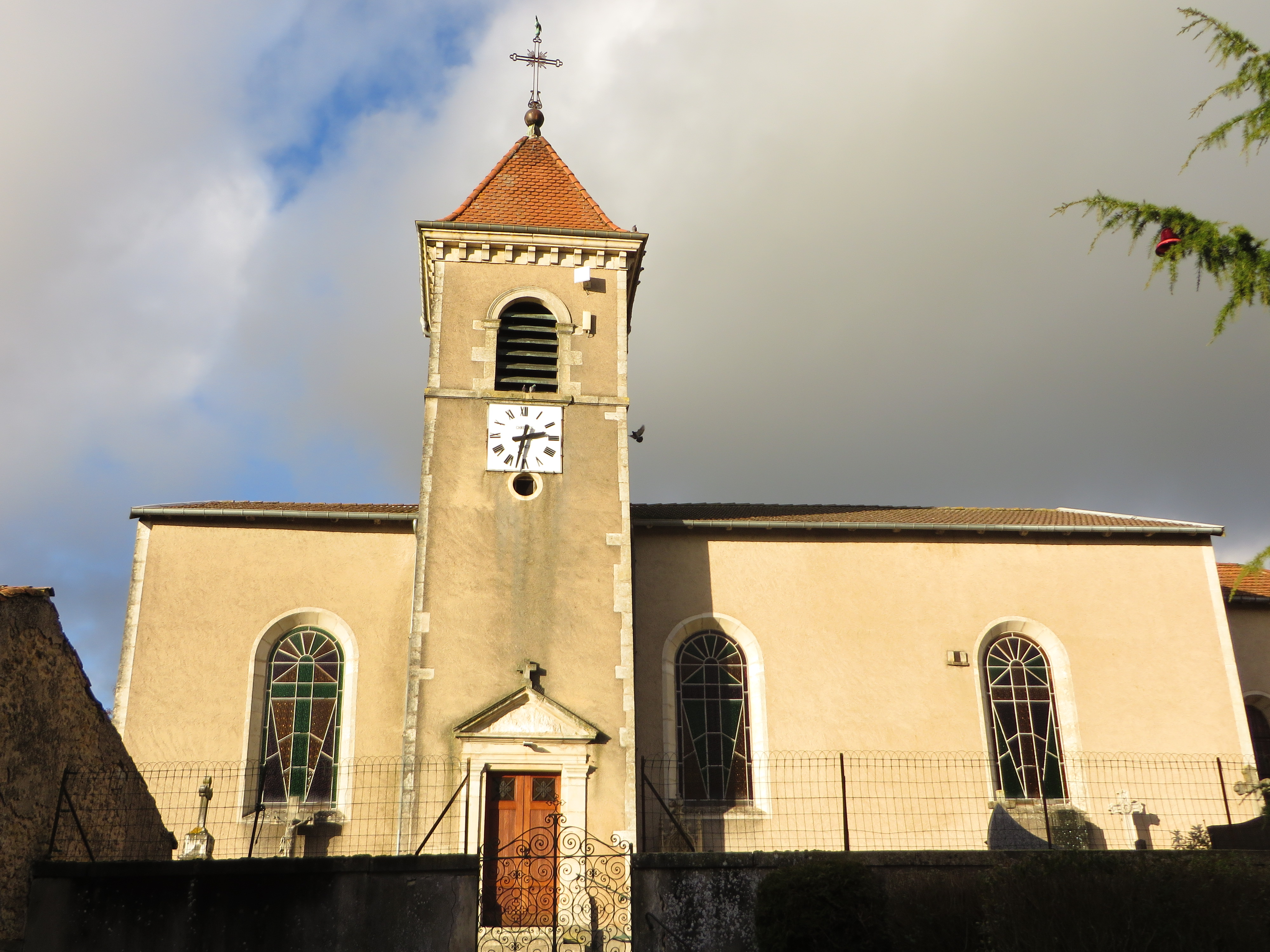
Église Saint-Epvre.

- Château fort au XIIIe (disparu).
- Puits avec margelle et treuil.
- Église Saint-Epvre, chœur XVe, nef XVIIIe agrandie XIXe.
- Vestiges de trois fontaines de dévotion : Saint-Roch, Sainte-Jeanne-d'Arc, Sainte-Philomène.

### Personnalités liées à la commune
Dans la sacristie de l'église Saint-Epvre, une inscription rappelle que le sieur François Bernard, greffier en chef de la Cour souveraine, natif de Tremblecourt et décédé à Nancy, le 19 février 1750, a fait diverses fondations dans l'église et a légué, dans ce but, 500 livres à la fabrique, suivant l'acte d'acceptation de l'évêque, en date du 22 septembre 1733.

### Héraldique, logotype et devise
| Blason de Tremblecourt | Blason  | D'argent au tremble de sable feuillé de sinople mouvant de la pointe, cantonné de quatre lionceaux de gueules armés, lampassés et couronnés d'or               |
| Blason de Tremblecourt | Détails | Le tremble (ou peuplier) de Tremblécourt est cantonné des quatre lions de Jean de Beauveau, seigneur du lieu. Le statut officiel du blason reste à déterminer. |